# Episodi di Casualty (quinta stagione)
La quinta stagione della serie televisiva Casualty è stata trasmessa in anteprima nel Regno Unito da BBC One tra il 7 settembre 1990 e il 7 dicembre 1990.
| nº | Titolo originale    | Titolo italiano | Prima TV UK       | Prima TV Italia |
| -- | ------------------- | --------------- | ----------------- | --------------- |
| 1  | Penalty             |                 | 7 settembre 1990  |                 |
| 2  | Results             |                 | 14 settembre 1990 |                 |
| 3  | Close to Home       |                 | 21 settembre 1990 |                 |
| 4  | Street Life         |                 | 28 settembre 1990 |                 |
| 5  | Hiding Place        |                 | 5 ottobre 1990    |                 |
| 6  | Salvation           |                 | 12 ottobre 1990   |                 |
| 7  | Say It with Flowers |                 | 19 ottobre 1990   |                 |
| 8  | Love's a Pain       |                 | 26 ottobre 1990   |                 |
| 9  | A Will to Die       |                 | 2 novembre 1990   |                 |
| 10 | Big Boys Don't Cry  |                 | 9 novembre 1990   |                 |
| 11 | Remembrance         |                 | 16 novembre 1990  |                 |
| 12 | All's Fair          |                 | 30 novembre 1990  |                 |
| 13 | A Reasonable Man    |                 | 7 dicembre 1990   |                 |